# شارون ایزبن
شارون ایزبن (انگلیسی: Sharon Isbin؛ زادهٔ ۷ اوت ۱۹۵۶) موسیقی‌دان و گیتارنواز کلاسیک اهل ایالات متحده آمریکا است. او در سال ۲۰۰۱ برای آلبوم رؤیاهای یک دنیا (Dreams of a World) برندهٔ جایزه گرمی بهترین تک‌نوازی بی‌کلام شده است.